# Koki
Koki é um pastel de feijão cozido dentro de folhas de bananeira, típico dos Camarões, embora haja um outro prato na África ocidental, conhecido por “moyin-moyin” com o mesmo princípio. O tempero mais importante é o óleo de palma ou de dendê, que dá ao puré de feijão a cor e o sabor próprios deste prato.
É feito geralmente com feijão-frade, o “koki de niébé”, embora possa ser usado outro feijão. O feijão é demolhado durante bastante tempo e depois esfregado para lhe tirar a pele; se necessário, pode ser fervido rapidamente para facilitar este processo. O feijão é transformado em puré e misturado com água suficiente para se poder mexer, uma vez que é necessário que a massa tenha incorporadas bolhas de ar. Entretanto, aquece-se o óleo e mistura-se uma parte com o puré de feijão; no restante, frita-se pimento ou malagueta grande, limpa e mistura-se ao feijão; tempera-se de sal ao gosto. As folhas de bananeira devem ser aquecidas, seja nas brasas ou numa panela com água quente, e cortadas em retângulos que são usados para fazer os pasteis de feijão e atados com linha ou com as próprias fibras das folhas. Os pasteis são depois colocados numa panela onde vão cozer, dentro dum cesto de arame, ou sobre paus a servir de altura, durante 2-3 horas, dependendo da quantidade de pasteis e do tamanho de cada pastel.
Os pasteis podem ser comidos frios ou quentes e muitas vezes são servidos como prato principal, a acompanhar mandioca ou batata-doce cozida. Além do feijão, os kokis podem ser feitos com puré de inhame e podem também ser temperados com camarão seco. 